# Вадлі (Алабама)
Вадлі (англ. Wadley) — місто (англ. town) в США, в окрузі Рендолф штату Алабама. Населення — 659 осіб (2020).

## Географія

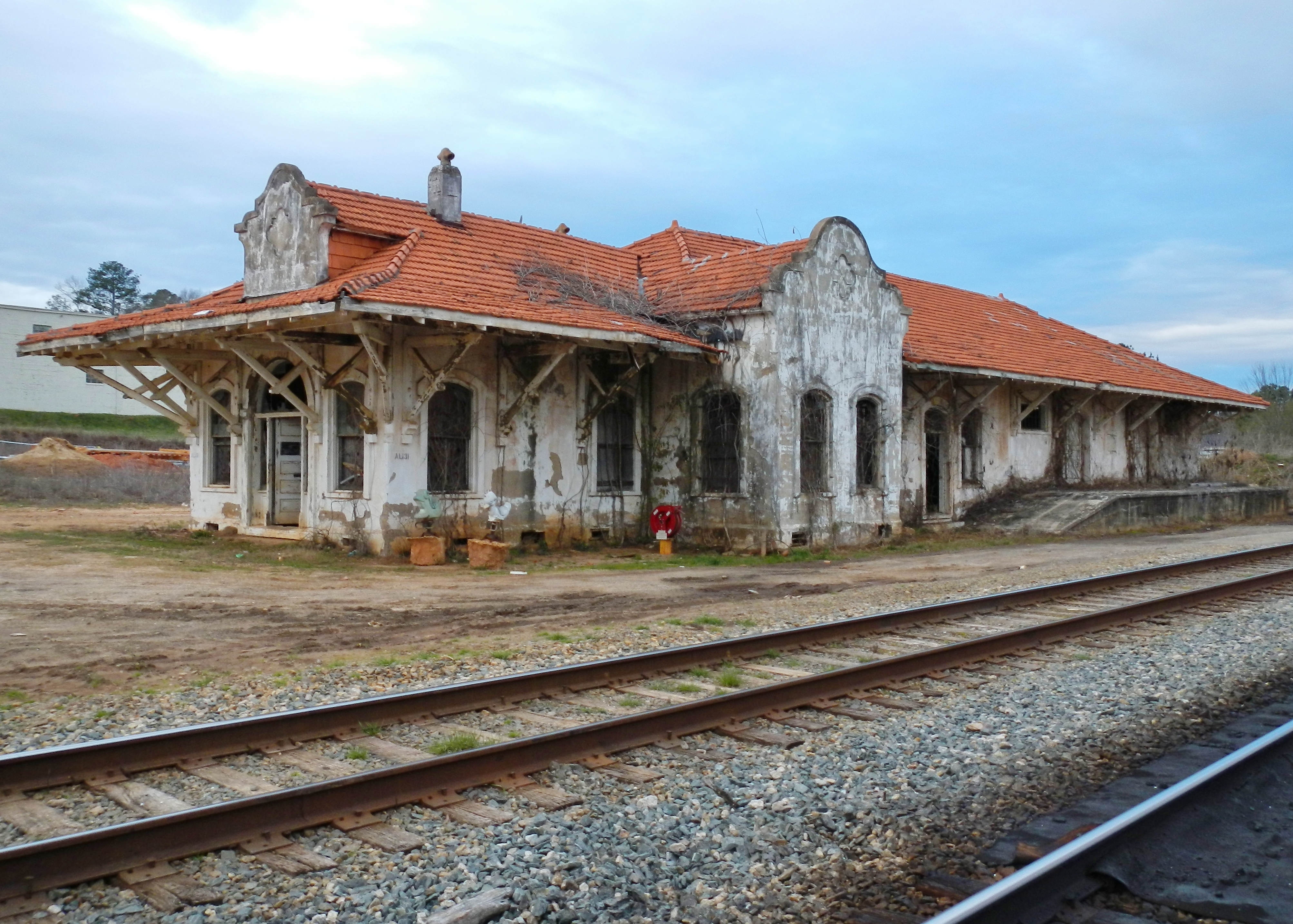
Залізничне депо у Вадлі побудоване в 1907 році. Працювало з до 1964 року. Включене до Національного реєстру історичних місць 14 липня 2011 року.

Вадлі розташоване за координатами 33°7′24″ пн. ш. 85°34′7″ зх. д. / 33.12333° пн. ш. 85.56861° зх. д. (33.123400, -85.568592).  За даними Бюро перепису населення США в 2010 році місто мало площу 3,94 км², з яких 3,77 км² — суходіл та 0,18 км² — водойми.

## Демографія
Згідно з переписом 2010 року, у місті мешкала 751 особа в 229 домогосподарствах у складі 143 родин. Густота населення становила 190 осіб/км².  Було 262 помешкання (66/км²).
Расовий склад населення:
| - 57,9 % — білих - 36,2 % — чорних або афроамериканців - 0,1 % — вихідців з тихоокеанських островів - 0,1 % — корінних американців - 2,9 % — осіб інших рас |

До двох чи більше рас належало 2,7 %. Частка іспаномовних становила 4,4 % від усіх жителів.
За віковим діапазоном населення розподілялося таким чином: 21,0 % — особи молодші 18 років, 68,3 % — особи у віці 18—64 років, 10,7 % — особи у віці 65 років та старші. Медіана віку мешканця становила 22,6 року. На 100 осіб жіночої статі у місті припадало 82,3 чоловіків;  на 100 жінок у віці від 18 років та старших — 78,1 чоловіків також старших 18 років.
Середній дохід на одне домашнє господарство  становив 36 142 долари США (медіана — 25 294), а середній дохід на одну сім'ю — 44 884 долари (медіана — 31 042). За межею бідності перебувало 34,7 % осіб, у тому числі 43,2 % дітей у віці до 18 років та 20,3 % осіб у віці 65 років та старших.
Цивільне працевлаштоване населення становило 250 осіб. Основні галузі зайнятості: освіта, охорона здоров'я та соціальна допомога — 30,0 %, виробництво — 27,6 %, роздрібна торгівля — 8,4 %, будівництво — 8,4 %.

## Галерея

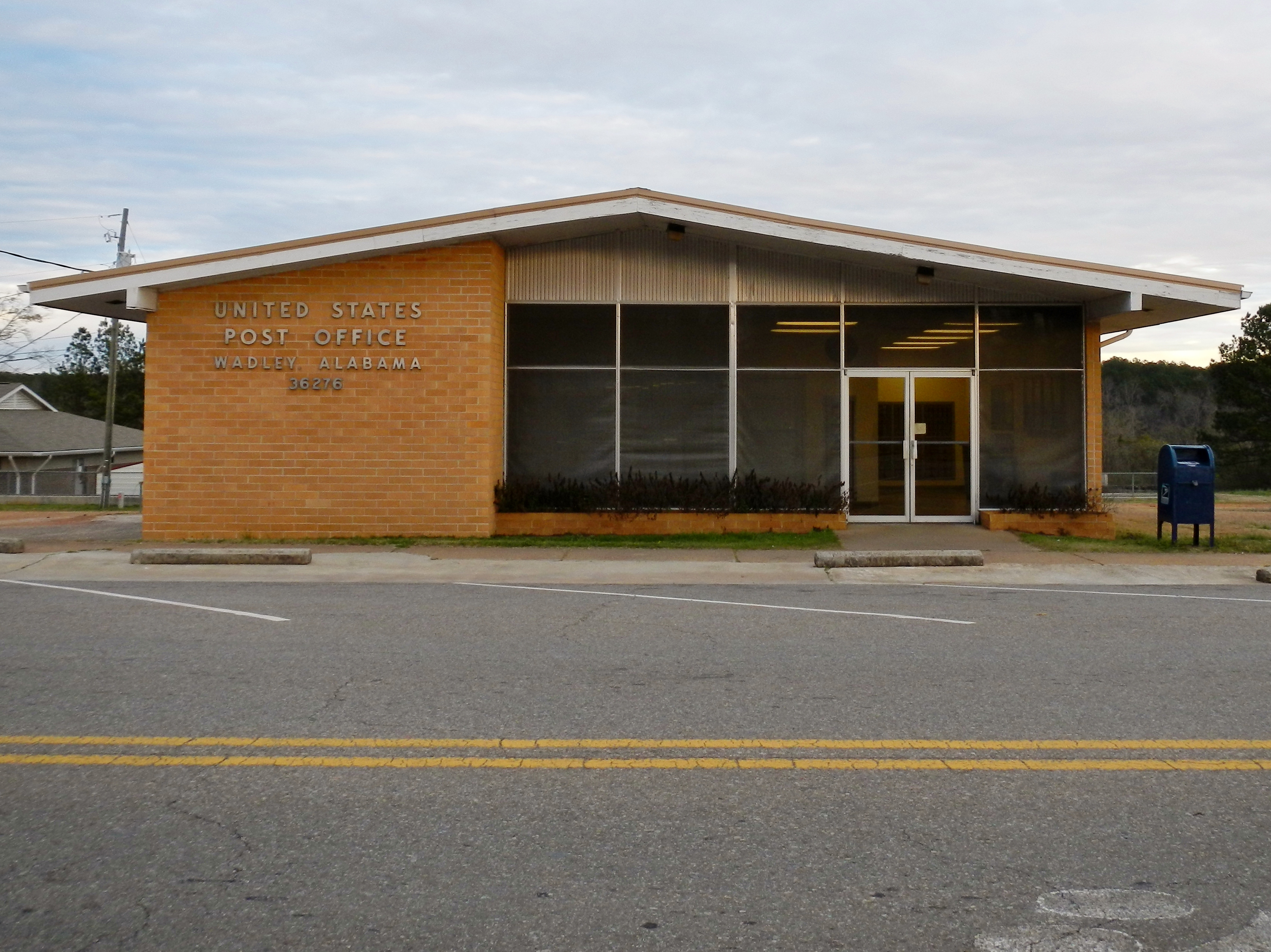
Поштове відділення
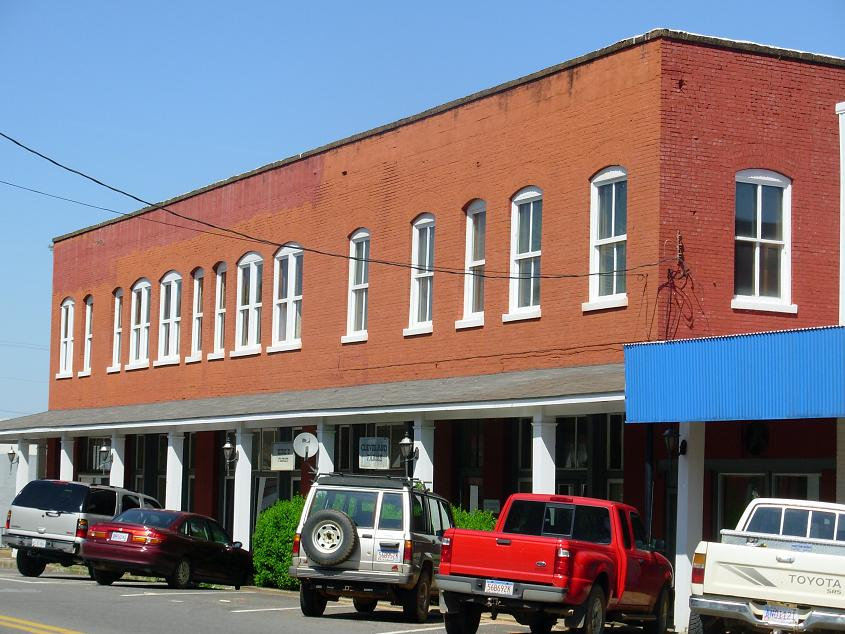
Центр Вадлі
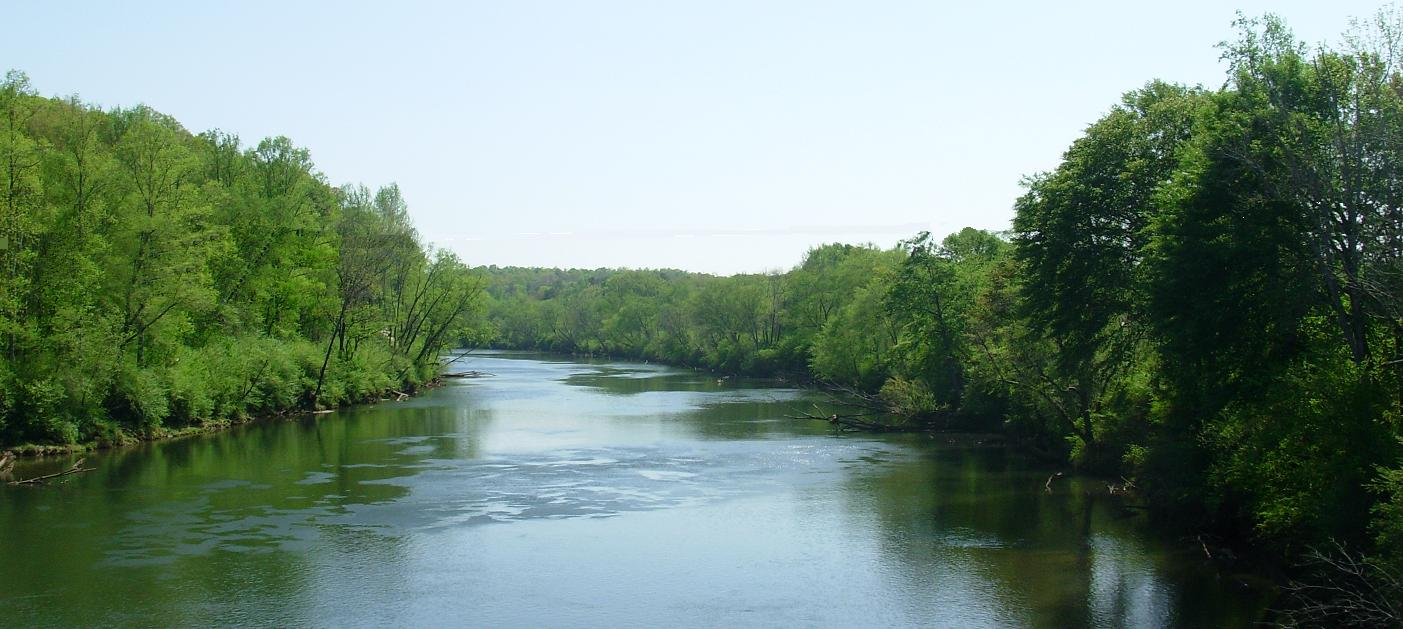
Річка Талапуса поблизу Вадлі
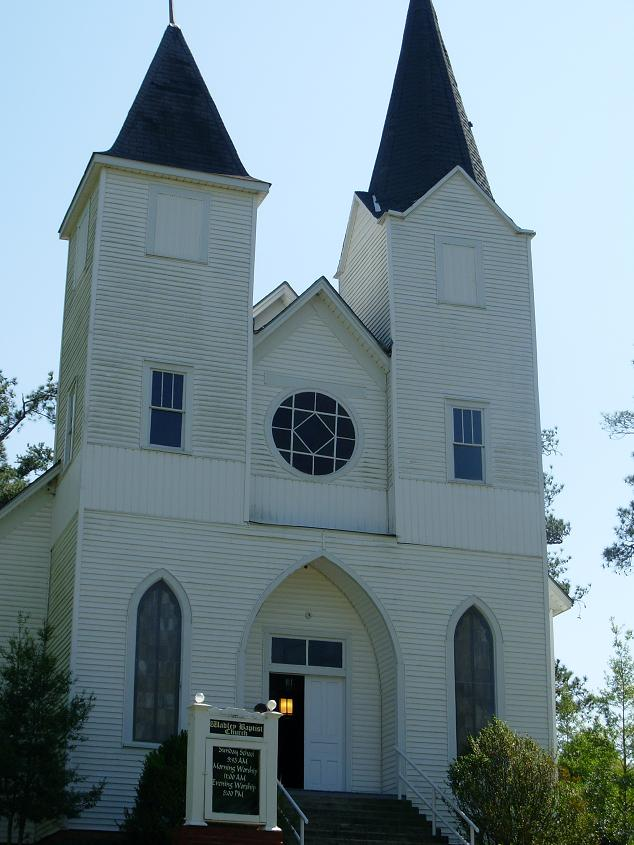
Баптистська церква